# S.S. Antoinette
Die S.S. Antoinette (Langform: Super Ship Antoinette) ist ein 2011 in Dienst gestelltes Kabinenfahrgastschiff der Schweizer S.S. Antoinette GmbH, das in der Zeitcharter von dem amerikanischen Reiseveranstalter Uniworld Boutique River Cruise Collection auf  dem Rhein eingesetzt wird.

## Geschichte
Der Rohbau des Kabinenfahrgastschiffes wurde 2010 von der Shipyard De Hoop in Lobith unter der Baunummer 441 für die Schiffsbetreibergesellschaft GRC Global River Cruises GmbH aus Basel gebaut. Die Kiellegung erfolgte am 1. Juli, der Stapellauf am 30. Dezember. Der Innenausbau erfolgte im Anschluss bei der Admiraal Jacht & Sheepsbetimmeringen in Hasselt. Am 7. März 2011 erfolgte der Eintrag mit der ENI-Nr. 07001935 in das Schiffsregister Basel. Der Besitz wurde zeitgleich auf die neugegründete Tochtergesellschaft S.S. Antoinette GmbH übertragen. Am 19. März wurde das Schiff in Amsterdam getauft. Tauf- und Namenspatin war die Tochter des Reiseveranstalters – Antoinette Tollman. Seit dem 27. März 2011 setzt Uniworld River Cruises das Schiff im Plandienst zwischen Amsterdam und Basel ein. Die S.S. Antoinette wurde 2011 als bester Flussschiffneubau mit dem  „Editor's Pick Award“ ausgezeichnet.

## Ausstattung und Technik

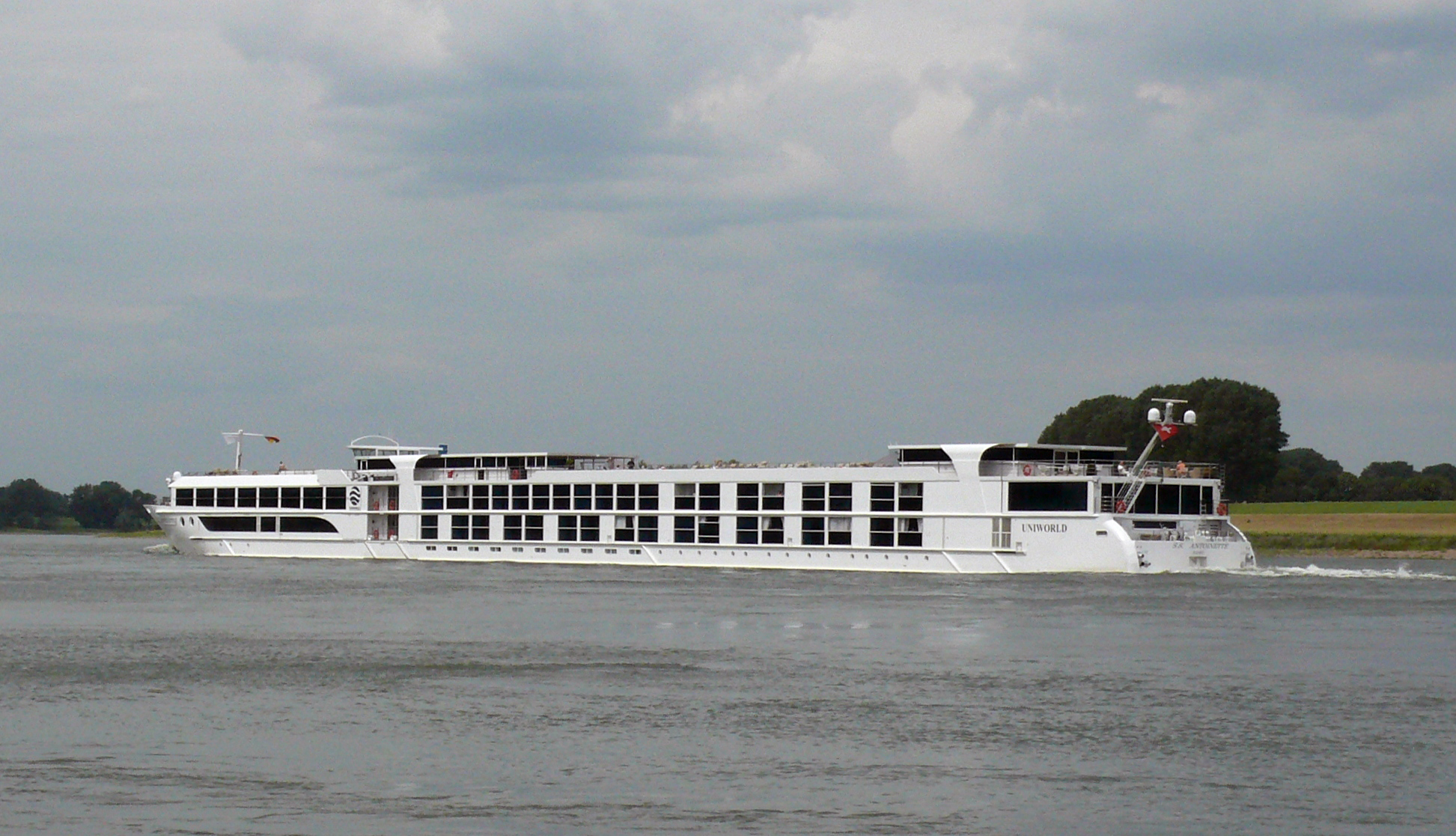
S.S. Antoinette auf dem Niederrhein

Die S.S. Antoinette ist ein Dreideck-Kabinenschiff der 5-Sterne-Plus-Kategorie mit 53 Doppelkabinen à 18 m², 18 Doppelkabinen à 15 m², acht Suiten à 27 m² sowie einer Suite mit 36 m² Raumfläche. Die Kabinen sind klimatisiert und jeweils mit Dusche, Toilette, Fernsehgerät, Telefon und Safe ausgestattet. Die Kabinen auf dem Haupt- und Oberdeck verfügen über einen französischen Balkon. Die Kabinen für die 57-köpfige Mannschaft befinden sich im hinteren Bereich des Unterdecks. Neben Ausflugsbüro, Schiffsboutique, Wellnessbereich und Fitnesscenter stehen den Fahrgästen in Oberdeck ein Hallenbad und im Unterdeck ein 3D-Kino mit 20 Sitzplätzen zur Verfügung. Auf dem mit Liegestühlen, Sitzgruppen und Sonnenschirmen ausgestatteten Sonnendeck wurde achtern eine Bar eingerichtet. Restaurant und Panoramasalon befinden sich jeweils im Vorderschiff der beiden oberen Decks. Alle Decks sind mit einem Aufzug zu erreichen.
Sie wird von zwei 12-Zylinder-Dieselmotoren Caterpillar C32 Acert electronic à 895 kW (bei 1800/min) über zwei kontrarotierende Ruderpropeller  vom Typ  Veth-z-Drive 800A-CR angetrieben. Das Schiff verfügt über eine Bugstrahlanlage Veth-Jet vom Typ CJ-1200, die von einem 415 kW starken Elektromotor angetrieben wird, zusätzlich steht als Manövrierhilfe ein Veth-Tunnel-Thruster VT-150 zur Verfügung. Die Stromversorgung an Bord wird im Fahrbetrieb über zwei Dieselgeneratoren C32 Acert DITTA mit Stamford-Generatoren Typ HCM 634 J2 à 675 kW und einem C18 Acert mit Stamford HCM 534 und 468 kW von Caterpillar sichergestellt.